# Union City (Indiana)
Union City és una població dels Estats Units a l'estat d'Indiana. Segons el cens del 2000 tenia 3.622 habitants.

## Demografia
Segons el cens del 2000, Union City tenia 3.622 habitants, 1.569 habitatges, i 969 famílies. La densitat de població era de 768,4 habitants/km².
Dels 1.569 habitatges en un 29,3% hi vivien nens de menys de 18 anys, en un 46,3% hi vivien parelles casades, en un 11,7% dones solteres, i en un 38,2% no eren unitats familiars. En el 34,4% dels habitatges hi vivien persones soles el 17,8% de les quals corresponia a persones de 65 anys o més que vivien soles. El nombre mitjà de persones vivint en cada habitatge era de 2,29 i el nombre mitjà de persones que vivien en cada família era de 2,91.
Per edats la població es repartia de la següent manera: un 25,2% tenia menys de 18 anys, un 9,2% entre 18 i 24, un 25,9% entre 25 i 44, un 21,5% de 45 a 60 i un 18,2% 65 anys o més.
L'edat mediana era de 37 anys. Per cada 100 dones de 18 o més anys hi havia 88,3 homes.
La renda mediana per habitatge era de 26.526$ i la renda mediana per família de 34.250$. Els homes tenien una renda mediana de 27.877$ mentre que les dones 17.850$. La renda per capita de la població era de 13.981$. Entorn del 14,5% de les famílies i el 19,7% de la població estaven per davall del llindar de pobresa.

## Poblacions més properes
El següent diagrama mostra les poblacions més properes.